# Puerto Rico i olympiska sommarspelen 1952
Puerto Rico deltog med 21 deltagare vid de olympiska sommarspelen 1952 i Helsingfors.  Ingen av landets deltagare erövrade någon medalj.